# Герб Душанбе
Герб Душанбе — официальный символ столицы Таджикистана города Душанбе. Авторами герба являются С. Курбанов и А. Н. Заневский. Герб был утверждён Душанбинским городским Маджлисом народных депутатов в 1997 году.

## Описание
Основой композиции герба служат арки, символизирующие ворота в город и в страну. В центре арок помещены горы и корона с полукружьем из 7 звёзд в лучах восходящего солнца. Эти элементы государственного герба и флага подчёркивают значение города как столицы республики Таджикистан. Справа и слева арки окаймляются стилизованными крыльями, а снизу украшены элементами древнего таджикского декоративного орнамента. В верхней части герба над аркой надпись «Душанбе». 
На переднем плане герба размещается символический ключ от города на фоне раскрытой книги — символ мудрости, науки и образованности. Вся символическая композиция помещена в квадрате с заострённой нижней гранью на фоне трёх цветов — красного, белого и зелёного — символичного изображения государственного флага Таджикистана. 